# Sua Excelência Ilustríssima
Sua Excelência Ilustríssima (SEI) era o tratamento honorífico atribuído por lei no Reino de Portugal aos Grandes do Reino seculares.
Em termos legais e equivalentes os Grandes podiam também ser tratados por Excelentíssimo e Ilustríssimo.
O tratamento secular de Excelência Ilustríssima era equivalente ao de Sua Excelência Reverendíssima reservado aos Grandes do Reino eclesiásticos (arcebispos, bispos e abades territoriais). Estes últimos podiam também ser tratados legalmente e de forma equivalente por Excelentíssimo e Reverendíssimo.

## Espanha
As pessoas que detêm títulos de nobreza em Espanha, desde que não tenha o sufixo "Grandes".